# As Variedades da Experiência Religiosa

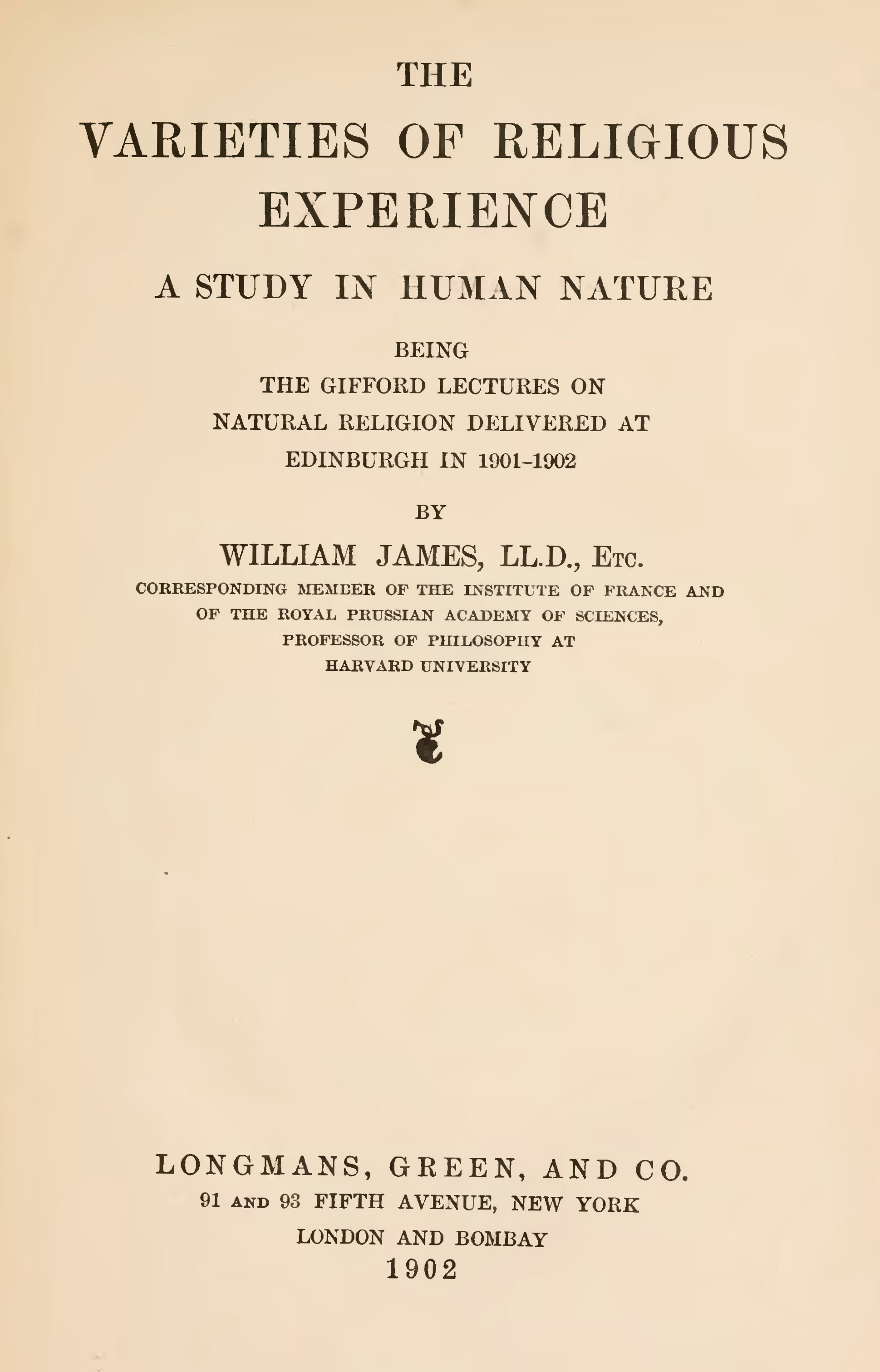
Capa do livro de William James, publicado em 1902

As Variedades da Experiência Religiosa: um estudo na natureza humana é uma obra do psicólogo e filósofo da Universidade de Harvard, William James. É composta por suas palestras em Gifford sobre teologia natural proferidas na Universidade de Edimburgo, na Escócia, em 1901 e 1902. As palestras diziam respeito à natureza da religião e à negligência da ciência no estudo acadêmico da religião.
Logo após sua publicação, o livro entrou para o Cânone Ocidental da psicologia e filosofia e permaneceu sendo publicado por mais de um século.
Mais tarde, James desenvolveu sua filosofia do pragmatismo. Há muitas ideias sobrepostas em As Variedades da Experiência Religiosa e seu livro de 1907, Pragmatismo.

## Conteúdo
Essa obra se ocupava de uma discussão sobre o lugar ocupado pelo sentimento religioso, frente ao crescente materialismo científico de sua época. O interesse de James não estava em religiões organizadas ou instituições, mas nos sentimentos e atos que cada um experienciava em sua relação com o que considerava divino. A obra aborda a singularidade das experiências místicas, mencionando que seu significado era pessoal e dificilmente transferível através de linguagem. 
Trata-se de uma análise psicológica de estados mentais e fenômenos da experiência religiosa, como a sensação da presença de Deus, as visões de mundo otimista e pessimista, a divisão do eu, a conversão religiosa, a santidade, o misticismo, dentro de um enfoque da filosofia pragmatista, sem descambar no cientificismo materialista que reduz a experiência religiosa a fenômenos neurológicos ou patológicos.
Para James, a experiência religiosa poderia levar a um estado de satisfação e contentamento, além de promover uma perspectiva mais alegre e otimista do mundo e do futuro. Por essa razão, considerou que o sentimento religioso pode ser útil, sendo mais uma dimensão da experiência humana. James começou a desenvolver nessa obra o sentido de verdade utilitária que seria exposto em mais detalhes em Pragmatismo. A experiência religiosa ou mística seria verdadeira enquanto ferramenta útil para determinados fins. Assim, o autor defende que a religião é um fenômeno real, no sentido que seu simbolismo evoca sentimentos e ações concretas, que não deveriam ser ignorados pela ciência.

## Recepção
A resenha de agosto de 1902 do New York Times da primeira edição termina com a seguinte observação:
| “ | Em todos os lugares há uma recepção bem-vinda às excentricidades e extravagâncias da vida religiosa. Muitos questionarão se suas exposições mais sóbrias não teriam sido mais proveitosas em termos de resultados, mas o interesse e o fascínio do tratamento estão além da disputa, e assim também é a simpatia à qual nada humano é indiferente. | ” |
|   | — . |   |

Uma resenha da revista Time de julho de 1963 de uma edição expandida publicada naquele ano termina com citações sobre o livro de Charles Sanders Peirce e George Santayana:
| “ | Ao dar pouca importância ao fato de que as pessoas também podem ser convertidas em credos viciosos, ele adquiriu admiradores que teria deplorado. Mussolini, por exemplo, saudou James como um preceptor que lhe mostrou que "uma ação deveria ser julgada por seu resultado e não por sua base doutrinária". James ... não tinha intenção de dar conforto aos totalitaristas dos últimos dias. Ele estava simplesmente impaciente com seus colegas acadêmicos e seus debates sem fim sobre assuntos que não tinham relação com a vida. Uma pessoa vibrante e generosa, ele esperava mostrar que as emoções religiosas, mesmo as dos desequilibrados, eram cruciais para a vida humana. A grande virtude de The Varieties, observou o filósofo pragmatista Charles Peirce, é sua "penetração nos corações das pessoas". Sua grande fraqueza, retrucou George Santayana, é sua "tendência a desintegrar a ideia da verdade, recomendar a crença sem razão e encorajar a superstição". | ” |

## Edição em português
O livro foi publicado no Brasil em 1991 (1a edição) e 2017 (2a edição) pela Editora Cultrix, em tradução de Octavio Mendes Cajado, com Prefácio de Pierre Weil e subtítulo "Um estudo sobre a natureza humana".

## Ligações Externas
As Variedades da Experiência Religiosa no Projeto Gutenberg 
- Tom Butler-Bowdon (2005), «Short commentary on The Varieties of Religious Experience», London & Boston: Nicholas Brealey, 50 Spiritual Classics: 50 Great Books of Inner Discovery, Enlightenment and Purpose
- Internet Archive listings for Varieties of Religious Experience
- “As Variedades da Experiência Religiosa” de William James Revisitada
  - link para o áubiobook